# مركز بحوث دورة الطمث والإباضة
مركز بحوث دورة الطمث والتبويض هو مركز بحوث صحي في فانكوفر. يعتبر مركز بحوث دورة الطمث والتبويض هو المركز الوحيد في العالم الذي يركز على عملية التبويض لدى الإناث وأسباب وعواقب اضطرابات الإباضة وفقًا لجامعة كولومبيا البريطانية. ومن المعروف أن مركز بحوث دورة الطمث والتبويض يقدم البحوث الخاصة باستخدام البروجسترون فقط في علاج هبة الحرارة بعد انقطاع الطمث، والبحوث المتعلقة بأسباب انقطاع الطمث، والبحوث المتعلقة بسن اليأس والتركيز على توعية المرأة.

## التاريخ
تأسس المركز على يد الدكتور جيرلين بريور في مايو 2002 كمؤسسة خيرية تابعة لجامعة كولومبيا البريطانية. وكانت الرؤية المعلنة للمركز هي «إعادة صياغة الصيغة العلمية المعروفة للدورة الشهرية والتبويض في أذهان النساء».
يقع مقر مركز بحوث دورة الطمث والتبويض الآن في مستشفى فانكوفر العام في مركز جوردون وليزلي دايموند للرعاية الصحية. ويضم طاقم العمل 15 طبيبًا و 9 متدربين. يقع المركزتحت إشراف كلًا من المجلس الاستشاري المجتمعي والمجلس الاستشاري العلمي المؤلف من أطباء الغدد الصماء، وعلماء الأوبئة، وأطباء أمراض النساء، وخبراء التغذية، وعلماء النفس، وعلماء الاجتماع.

## البحوث
نشر مركز بحوث دورة الطمث والتبويض أكثر من 50 ورقة علمية في السنوات العشر الأولى، فضلًا عن 4 كتب. وتشمل مجالات البحث الحيض والتبويض، وهشاشة العظام، سرطان الثدي قبل انقطاع الطمث،و متلازمة تكيس المبايض، و فترة ما حول سن اليأس. وقد ذكر مركز بحوث دورة الطمث والتبويض أن أبحاثه تبين عمومًا أن دورات الطمث العادية مع الإباضة تساعد على منع هشاشة العظام وسرطان الثدي وأمراض القلب. وأطلق الدكتور بريور على دورات الطمث أنها «علامة حيوية».
لا يجري مركز بحوث دورة الطمث والتبويض الأبحاث الممولة من قبل شركات صناعة الدواء.